# Carl Hyllengren
Carl Hyllengren, född 12 oktober 1858 i Stockholm, död 1928, var en svensk skulptör.
Carl Hyllengren har gjort ornamentala och dekorativa arbeten, samt porträtt. Han studerade vid Konstakademien i Stockholm 1879-84.